# Tmemophlebia painterorum
Tmemophlebia painterorum är en tvåvingeart som beskrevs av Hall och Neal L. Evenhuis 2004. Tmemophlebia painterorum ingår i släktet Tmemophlebia och familjen svävflugor. Inga underarter finns listade i Catalogue of Life.